# Ekkart Sauser
Ekkart Sauser (né le 14 avril 1933 à Innsbruck et mort le 20 novembre 2019 à Trèves) est un prêtre catholique, théologien et historien de l'Église.

## Biographie
Ekkart Sauser est le fils du professeur d'anatomie d'Innsbruck Gustav Sauser (de) (1899-1968). Sauser étudie la philosophie et la théologie. Le 26 juin 1960, il est ordonné prêtre à Innsbruck. Avec les œuvres Der Hallstätter Marienaltar von Meister Astl (1956) et Die Zillertaler Inklinanten (de) und ihre Ausweisung im Jahre 1837 (1958/59), il obtient des doctorats en théologie et en philosophie de l'université d'Innsbruck. De 1967 jusqu'à sa retraite en 2001, il est professeur d'histoire de l'Église ancienne, de patrologie et d'archéologie chrétienne à la faculté de théologie de Trèves (de). Il travaille également comme conférencier à Innsbruck.
Sauser écrit de nombreux articles dans le Biographisch-Bibliographisches Kirchenlexikon (BBKL), qui sont cependant critiqués de diverses manières. En tant qu'expert et collectionneur, il s'intéresse particulièrement à l'iconographie et aux icônes chrétiennes. Une partie de sa collection est exposée à plusieurs reprises. Il les utilisent également comme base pour des cours, dont certains qu'il dispense dans son appartement privé devant les originaux. Il fait don d'une grande partie de sa collection d'icônes à l'État du Tyrol, qui les expose dans l'abbaye de Stams. Il fait également don à l'abbaye de Kremsmünster (de) d'une partie de sa collection d'icônes.
Sauser est membre de l'AV Austria Innsbruck (de) au sein de l'ÖCV (de) et du KDStV Churtrier Trier au sein du CV (de) depuis 1952. Sauser reçoit le titre honorifique d'aumônier honoraire papal (Monseigneur). En 2013, il reçoit l'Ordre du mérite de l'État du Tyrol (de)

## Publications
- Der Hallstätter Marienaltar von Meister Astl (= Veröffentlichungen des Museums in Hallstatt. 4, ZDB-ID 2006068-3). Verlag des Musealvereins Hallstatt, Hallstatt, 1956, (Teilweise zugleich: Innsbruck, Universität, Dissertation, 1956).
- Die Zillertaler Inklinanten und ihre Ausweisung im Jahre 1837. (Dargestellt nach Akten des Wiener Haus-, Hof- und Staatsarchivs, des Salzburger Konsistorialarchivs, des Landesregierungsarchivs für Tirol, der Bibliothek des Museums Ferdinandeum zu Innsbruck, sowie des Pfarrarchivs zu Hippach) (= Schlern-Schriften. 198, ZDB-ID 503740-2). Wagner, Innsbruck, 1959, (Zugleich: Innsbruck, Universität, Dissertation, 1958/1959).
- Bekenner seiner Herrlichkeit. Das Zeugnis frühchristlicher Martyrer. Rauch, Innsbruck, 1964.
- Symbolik der katholischen Kirche (= Symbolik der Religionen. 13, ZDB-ID 503270-2). Tafelband zu Band 6 des Textwerkes. Hiersemann, Stuttgart, 1966.
- Frühchristliche Kunst. Sinnbild und Glaubensaussage. Tyrolia, Innsbruck u. a. 1966.
- Revolution des Kreuzes. Das Frühchristentum (= Der Christ in der Welt. Eine Enzyklopädie. Reihe 11: Die Geschichte der Kirche. 1, ZDB-ID 2272303-1). Pattloch, Aschaffenbourg, 1966.
- Maria im Advent. 24 Betrachtungen. Paulinus-Verlag, Trèves, 1969.
- Das Bildnis Mariens in den Kirchen von Innsbruck. Rauch, Innsbruck, 1970.
- Das Bild Christi in Innsbruck. Der Gekreuzigte in den Kirchen, Kapellen und Strassen dieser Stadt. Rauch, Innsbruck, 1971.
- Kreuze in Nordtirol. Rauch, Innsbruck, 1972.
- Woher kommt Kirche? Ortskirchen der Frühzeit und Kirchenbewußtsein heute. Knecht, Francfort-sur-le-Main, 1978,  (ISBN 3-7820-0403-5).
- Heilige und Engel im Kirchenjahr. Besinnungen und Anregungen zu Messbuch und Gotteslob. Pustet, Ratisbonne, 1979,  (ISBN 3-7917-0602-0).
- So nahe steht uns die Ostkirche. Knecht, Frankfurt am Main 1980,  (ISBN 3-7820-0444-2).
- Herrenfeste im Kirchenjahr. Pustet, Ratisbonne, 1981,  (ISBN 3-7917-0706-X).
- Heilige und Selige im Bistum Trier Verlag der Akademischen Buchhandlung Interbook, Trèves, 1987,  (ISBN 3-88915-030-6).
- Seelsorge und Seelsorger. Erkenntnisse und Erfahrungen aus 30 Priesterjahren. s. n., Innsbruck, 1989.
- avec Bernd Kettern, Der Schönfelderhof. Ort der christlichen Caritas in Geschichte und Gegenwart. Friedhofen-Verlag, Trèves, 1989.